# John Bercow
John Simon Bercow (Edgware, 19 januari 1963) is een Brits politicus. Hij werd in 1997 namens de Conservative Party lid van het Lagerhuis voor het kiesdistrict Buckingham. Vanaf 22 juni 2009 tot 31 oktober 2019 was hij Speaker (voorzitter) van het Lagerhuis. Begin 2020 werd zijn benoeming bekend tot 'Professor of Politics' (hoogleraar politicologie) aan Royal Holloway, University of London.

## Afkomst
Bercow groeide op in Edgware als zoon van Brenda en Charles Bercow, een taxichauffeur. Zijn vader komt uit een Brits-Joodse familie met een Roemeense achtergrond. Zijn moeder bekeerde zich tot het jodendom. Zelf is Bercow niet gelovig.

## Politieke carrière
Bercow was eerst actief binnen de lokale politiek in Londen en wist na twee mislukte pogingen bij de Lagerhuisverkiezingen in 1997 namens de Conservative Party gekozen te worden in het kiesdistrict Buckingham. Van 1999 tot 2004 was hij lid van het Conservatieve schaduwkabinet.

### Speaker
Van 2009 tot 2019 was hij de Speaker van het Britse Lagerhuis als opvolger van Michael Martin. Voor zijn verkiezing was hij afhankelijk van de steun van andere partijen, aangezien binnen zijn eigen partij geruchten de ronde deden over zijn sympathie voor Labour. In zijn functie van Speaker behoorde hij niet meer tot de Conservatieve fractie. Hij werd na de Lagerhuisverkiezingen in 2015 en 2017 herkozen als Speaker. Hij moderniseerde een aantal aspecten van het Lagerhuis en kwam op voor de rechten van de backbenchers, aan wie hij meer spreektijd gaf dan zijn voorgangers.  
In 2018 kreeg Bercow te maken met beschuldigingen van pestgedrag. Hij zou intimiderend optreden tegen zijn directe medewerkers en te weinig gedaan hebben tegen structurele problemen met pestgedrag binnen het Lagerhuis. Bercow ontkende de beschuldigingen en gelastte een onderzoek naar de bredere problemen.
In 2018 en 2019 kreeg Bercow internationale bekendheid door zijn optreden om de orde te bewaken tijdens debatten met betrekking tot de Brexit-onderhandelingen en de pogingen van Theresa May en haar opvolger Boris Johnson om deze door het Britse Lagerhuis te loodsen. Naarmate het Brexit-proces vorderde kreeg Bercow steeds meer kritiek vanuit de Conservatieve partij. Het werd hem kwalijk genomen dat hij de leden van het Lagerhuis de kans gaf om de parlementaire agenda te bepalen, terwijl dat doorgaans de bevoegdheid van de regering is. 
De Conservatieve partij gaf in september 2019 aan bij nieuwe landelijke verkiezingen - in strijd met de gewoonte - een tegenkandidaat te zullen stellen in zijn kiesdistrict, om te voorkomen dat Bercow zou worden herkozen.

### Vertrek
Op 9 september 2019 kondigde Bercow aan uiterlijk 31 oktober - maar in ieder geval voor de start van campagnes voor een eventuele Lagerhuisverkiezing - af te zullen treden als voorzitter van het Lagerhuis en als MP voor het kiesdistrict Buckingham. Bij zijn afscheid op 31 oktober 2019 werd hij geprezen om de vernieuwingen die hij had aangebracht om het Lagerhuis meer naar buiten te laten treden. Bercow was met een ambtstermijn van tien jaar de langst dienende Speaker van na de Tweede Wereldoorlog. De regering nomineerde hem echter bij zijn afscheid niet voor de gebruikelijke verheffing in de adelstand. Daarmee werd gebroken met een 250-jarige traditie.
Hij werd op 4 november 2019 als Speaker opgevolgd door Labour-afgevaardigde Sir Lindsay Hoyle die sinds 2010 Deputy Speaker was. Op dezelfde datum werd aan Bercow de titel van Crown Steward and Bailiff of the Manor of Northstead toegekend,  een procedurele benoeming waardoor het hem mogelijk werd ontslag te nemen als lid van het Lagerhuis, wat hij onmiddellijk deed.

### Na vertrek
Al enkele dagen na zijn vertrek uitte hij politieke meningen, wat hem als Speaker niet mogelijk was geweest. In een lezing noemde hij brexit "de grootste vergissing van het Verenigd Koninkrijk sinds de Tweede Wereldoorlog". Hij verklaarde ook dat niet hij degene was die een uitstel van brexit had bewerkstelligd, maar het parlement zelf.
Nadat de regering hem bij zijn vertrek als Speaker geen peerage had willen verlenen, werd Bercow begin 2020 door Labourleider Jeremy Corbyn daartoe voorgedragen. Tegelijk werd hij door Robert Rogers, Lord Lisvane, die de hoogste ambtenaar van het Lagerhuis (Clerk of the House of Commons) was van 2011 tot 2014, aangeklaagd wegens pesterij van Lagerhuispersoneel en het gebruik van onwelvoeglijke taal in zijn periode als Speaker. Bercow bracht daartegenin dat Lord Lisvane nooit eerder een klacht had geuit en pas naar voren kwam toen de opspraak zijn kansen op een peerage kon beïnvloeden. Een tweede, soortgelijke, aanklacht werd ingediend door David Leakey, die Black Rod was van het Hogerhuis van 2010 tot 2017.
Eind januari 2020 werd Bercows benoeming bekend tot hoogleraar politicologie in deeltijd aan Royal Holloway, een universiteit in Egham die onderdeel is van de University of London. 
In juni 2021 stapte Bercow, uit onvrede over de koers van de Conservative Party, over naar de Labour Party.

## Boeken
- Tennis Maestros: The Twenty Greatest Male Tennis Players of All Time. (Biteback Publishing, 2014)
- Unspeakable: Speaker van het Lagerhuis over de Britse politiek en de brexit (Hollands Diep, 2020)